# Station Portet-Saint-Simon
Station Portet-Saint-Simon is een spoorwegstation in de Franse gemeente Portet-sur-Garonne.
Vanuit het station Portet-sur-Garonne vertrokken tijdens de Tweede Wereldoorlog drie treinkonvooien naar de uitroeiingskampen in het oosten. Het ging om Joden uit het nabijgelegen Camp du Récébédou.